# 伊萬基夫齊 (赫梅利尼茨基市鎮)
49°28′57″N 26°56′27″E / 49.48250°N 26.94083°E
伊萬基夫齊（烏克蘭語：Іванківці）是位於烏克蘭西部的村莊，由赫梅利尼茨基州裡赫梅利尼茨基區的赫梅利尼茨基市鎮負責管轄。該村面積0.13平方公里，海拔高度325米，2001年人口801，人口密度每平方公里6,357.1人。